# Betuloxys manipurensis
Betuloxys manipurensis är en stekelart som beskrevs av Paonam, Singh och Singh 1993. Betuloxys manipurensis ingår i släktet Betuloxys och familjen bracksteklar. Inga underarter finns listade.